# Цхведадзе, Нико
Николоз Зебедес дзе Цхведадзе (груз. ნიკოლოზ ზებედეს ძე ცხვედაძე, 8 января 1845 — 30 октября 1911) — грузинский учитель, просветитель, писатель и публицист. Он был одним из основателей и членов Общества распространения грамотности среди грузин и сыграл решающую роль в создании Тбилисского государственного университета .

## Биография
Родился в 1845 году в селе Цхинвали в районе Цхинвали. Его раннее детство прошло в селе Кавтисхеви. Начальное образование он получил в Тбилисском духовном училище, а позже продолжил обучение в Тбилисской духовной семинарии. С 1865 по 1869 год он продолжал обучение в Московской духовной академии. После завершения учёбы он начал свою карьеру учителем в школах Тбилиси. С 1869 года ему было поручено преподавание в Тбилисской духовной семинарии, где также преподавал Якоб Гогебашвили. Однако спустя несколько лет было проведено пересмотр обстоятельств, и Нико Цхведадзе вместе с Якобом Гогебашвили были уволены из семинарии под обвинением в разжигании патриотических настроений среди студентов.
В 1874 году он начал преподавать историю, педагогику и географию в Тбилисском женском институте. Одновременно он преподавал в школе Святой Нино. В этот период он установил тесные связи с Ильей Чавчавадзе, Дмитрием Кипиани и Якобом Гогебашвили, посвятив 40 лет неустанному служению своей стране.
Он сыграл решающую роль в основании Общества распространения грамотности среди грузин. Он был автором её устава, входил в состав правления, а с 1899 по 1907 год занимал должность заместителя председателя. В 1877 году он предпринял путешествие по странам Западной Европы для изучения организации и методики народного образования. Впоследствии он опубликовал в газете "Иверия " статью «Краткие записки из-за границы». На протяжении 1870-х и 1880-х годов он активно участвовал в журналистской деятельности, написав множество газетных и журнальных статей и очерков, в том числе такие, как «Путешествие между Россией и Грузией в 1492—1664 годах», «Интеллектуальное и экономическое движение Западной Европы с его причинами в XVI век» и «Образование нашего народа, ремесла и земледелие».
По его инициативе и непосредственному руководству в Баку, Владикавказе и Батуми были созданы школы, призванные обеспечить образование местного населения на грузинском языке.
С 1889 по 1892 год Нико Цхведадзе был членом и советником Тбилисского городского совета. Он активно участвовал в работе школьских комиссий, которые рассмотрели и приняли подготовленный им проект реорганизации городских школ в Тбилиси. Кроме того, он занимал должности в совете директоров Тбилисской грузинской гимназии, где исполнял обязанности заместителя председателя.
В 1898 году Нико Цхведадзе инициировал строительство здания начальной школы, позднее представленного им как будущее здание Тбилисского университета. Он лично надзирал за сбором средств на строительство. Несмотря на то что он не дожил до открытия университета, он твердо верил, что в конечном итоге в этом здании будут обучаться грузинские профессора и студенты. Строительство университета было завершено в 1899 году.
После его кончины он был похоронен в Пантеоне писателей и общественных деятелей Дидубе . 26 ноября 2008 года его останки были перенесены в пантеон Тбилисского государственного университета имени Иване Джавахишвили .